# Sciacalli si muore (romanzo)
Sciacalli si muore (The Dead Stay Dumb) è un romanzo di genere hard boiled dello scrittore britannico James Hadley Chase, pubblicato nel 1939.

## Storia editoriale
Il libro è stato tradotto in molte lingue: tra queste anche l'ebraico (nella traduzione di Chaim Gibori), il greco, il russo (con più edizioni) e molte altre.
In Italia è apparso dapptrima nella collana I Neri Mondadori (1965) ed in seguito ha avuto altre edizioni, tutte nella traduzione di Marisa Vannucci.

## Trama
Dopo la morte del suo capo Nelson, Dillon, un pericoloso killer, arriva nella città di Plattsville. Trova un lavoro presso un negoziante ebreo, Abe Goldberg, ma aspetta il momento favorevole a rientrare nella criminalità. Entrato in contatto con Butch Hogan, un ex pugile cieco, dedito all'organizzazione di incontri di boxe in città, si impegna a truccare la sfida di Sankey (sul quale Hogan e il suo clan hanno scommesso fortemente) con Franks, beniamino del pubblico. Ma Franks non si fa corrompere e Hogan perde tutto il suo denaro. La figlia Myra, innamorata di Gurney, convince il compagno a uccidere il padre e poi fuggire, tuttavia non riescono nell'impresa e Hogan è freddato da Dillon.
Per assicurarsi la fuga, Dillon costringe Gurney e Myra a seguirlo: i tre irrompono da Abe Goldberg e gli estorcono tutto il denaro che trovano, poi si nascondono tra i boschi. Dillon approfitta di questa specie di reclusione per procurarsi un'auto e varie armi, soprattutto un mitra Thompson. La mossa seguente è una rapina ad una banca, ma Gurney e Myra, al momento di spartire il bottino, ricevono una somma troppo scarsa, a loro avviso. Decidono così di uccidere Dillon, fallendo l'obiettivo perché, nel combattimento al buio, Myra colpisce mortalmente Gurney. La ragazza è in balia di Dillon e deve rimanere con lui, pur sapendo che egli la odia e la teme e non vede l'ora di farla fuori.
I due vanno a Kansas City e trovano un alloggio. Entrano in contatto con Roxy, un delinquentello di poca importanza, e con la sua donna, Fanquist. Roxy introduce Dillon nella gang di Hurst, che lo fa lavorare al racket delle macchinette automatiche. I soldi non mancano, ma Dillon vuole molto di più: prendere il controllo totale della città, eliminando il rivale di Hurst, Little Ernie. Questo piano non piace a Hurst e ai suoi uomini che avvertono Ernie, il quale immediatamente mette in allarme la polizia federale; comprendendo il pericolo, Dillon spara a Hurst e fugge con i riluttanti Roxy e Myra, a sua volta ricercata per aver ucciso crudelmente Fanquist, divenuta amante di Dillon.
La fuga del trio diventa sempre più stringente: Dillon ha assassinato anche Ernie, poi ha attraversato il confine dello stato a bordo di un'auto rubata e questo reato basta da solo a giustificare l'intervento degli agenti federali. Ormai alle strette, i tre raggiungono una fattoria molto isolata, inviati da un certo Joe, contatto di Roxy, ma prima di arrivare, Dillon uccide Myra e la fa gettare nel fiume. Con la scusa che sulla testa di Dillon pende una ricca taglia, Joe gli ha estorto quasi tutto il denaro. Per riprenderselo, Dillon uccide Joe, ma apprende che la taglia è stata realmente offerta e si sente in balia di chi lo nasconde, cioè la madre di Joe. Sta progettando di andarsene da solo, quando Roxy lo sorprende con Chrissie, sorella ritardata di Joe. I due si battono e Roxy ha la peggio. Viene seppellito in mezzo a un bosco. Ma durante la notte Dillon scivola nella stanza di Chrissie e inorridisce alla vista di Roxy, disseppellito dalla ragazza. Caccia un urlo disumano e lei gli spara, uccidendolo quasi all'istante.

## Personaggi
- Dillon, spietato criminale. È rimasto a lungo fuori dal giro e si vuole rifare. Molto freddo  e controllato, evita di bere alcoolici e tiene a distanza le donne.
- Butch Hogan, ex pugile cieco, controlla le scommesse su incontri truccati di pugilato.
- Nick Gurney, giovane accolito di Hogan, è innamorato della figlia del suo capo.
- Myra Hogan, figlia di Butch, 17 anni. Odia il padre che la controlla e maltratta; è dotata di una mente criminale molto sviluppata.
- Abe Goldberg, negoziante ebreo che inizialmente soccorre Dillon e gli dà un lavoro onesto.
- Roxy piccolo delinquente di Kansas City, aiuta Dillon, ma presto è totalmente dominato da lui.
- Fanquist, compagna di Roxy, si invaghisce di Dillon, incorrendo nella vendetta di Myra.
- Hurst, boss della malavita di Kansas City da molto tempo. Accoglie Dillon e lo valorizza, ma non vuole che si rompa l'equilibrio tra le bande che si spartiscono la città.
- Little Ernie, gangster rivale di Hurst. Dillon è determinato a scalzarlo, contro il parere di tutti.

- Joe Chester, conoscente di Roxy, offre un riparo a lui e Dillon in aperta campagna, ma è troppo avido di denaro.
- Chrissie, sorella minore di Joe, ritardata mentale. Si trova bene con Roxy; invece verso Dillon avverte istintivamente il pericolo che rappresenta per lei.
- Ma Chester, madre di Joe e Chrissie, ospita Roxy e Dillon.

## Edizioni
In lingua italiana
- James Hadley Chase, Sciacalli si muore, traduzione di Marisa Vannucci, collana I Neri Mondadori n. 17, Milano 1965
- Id., Sciacalli si muore, traduzione di Marisa Vannucci, collana I Classici del Giallo Mondadori n. 309, Milano 1978
- Id., Sciacalli si muore: romanzo traduzione dall'inglese di Sara Bilotti, Fanucci, Roma 2022

In altre lingue
- (FR)  James Hadley Chase, Les bouchées doubles, traduit de l'anglais par Suzanne Flour et Henri Robillot, Gallimard, Paris 1950
- (DA)  Id. Død mand sladrer ikke,  trad. William Petersen, Grafisk Forlag, (Kbh.) 1960[4]
- (DE)  Id. Rollendes Dynamit Kriminalroman, Ullstein, Frankfurt (M.), Berlin, Wien 1973[5]
- (ES)  Id. Los Muertos no hablan, Forum, Barcelona e DL 1984[6]
- (FI)  Id. Vainajat eivät puhu, trad. Heikki Ruster, Viihdeviikarit, Hyvinkää e 1987[7]